# Paintsville
Paintsville ist eine Kleinstadt im Johnson County im US-Bundesstaat Kentucky. Das U.S. Census Bureau hat bei der Volkszählung 2020 eine Einwohnerzahl von 4312 ermittelt. Die Stadt ist zugleich Verwaltungssitz des Johnson Countys.

## Geographie
Die Stadt liegt bei 37° 48' 41" Nord, und 82° 48' 24" West. (37,811324, −82,806780). Die Stadt erstreckt sich über ein Areal von 13,6 km2, das weder Wasserflächen beinhaltet noch durch welche begrenzt wird.

## Demographie
Dem United States Census 2000 zufolge leben in Paintsville 4.132 Einwohner in 1.681 Haushalten und 1.079 Familien. Die Bevölkerungsdichte beträgt 303,3 Menschen/km2. Die Bevölkerung der Stadt teilt sich in 97,48 % Weiße, 0,65 % Afroamerikaner, 0,19 % Indianer, 0,61 Asiaten, 0,02 % ehemalige Bewohner der Pazifischen Inseln, 0,10 Prozent entstammen anderer ethnischer Herkunft bzw. 0,94 % leiten ihre Abstammung von zwei oder mehr Ethnien ab. 0,75 Prozent der Bevölkerung sind hispanischer oder lateinamerikanischer Abstammung.
In 29,7 Prozent der Haushalte leben minderjährige Kinder bei ihren Eltern, in 46,2 % wohnen verheiratete Paare, in 15,0 % leben allein erziehende Mütter, und in 35,8 % leben keine Familien bzw. unverheiratete Paare. 33,7 % aller Haushalte werden von einer einzelnen Person geführt und in 13,4 % der Wohnungen lebt eine alleinstehende Person, die älter als 65 Jahre ist. Die durchschnittliche Größe eines Haushalts beträgt 2,21 und die durchschnittliche Familiengröße 2,81 Individuen.
Die Altersstruktur der städtischen Bevölkerung Paintsvilles spaltet sich folgendermaßen auf: 21,2 % unter 18 Jahren, 8,2 % zwischen 18 und 24 Jahren, 27,1 % im Alter zwischen 25 und 45, 24,6 % zwischen 45 und 64, sowie 18,9 Prozent, die älter als 65 Jahre sind. Das durchschnittliche Alter beträgt 40 Jahre.
Auf je 100 Frauen kommen 81,9 Männer. Nimmt man das Vergleichsalter 18 Jahre oder älter an, so ergibt sich sogar ein Verhältnis von 100:80,2.
Das durchschnittliche Einkommen eines Haushaltes dieser Stadt beträgt 25.259 US-Dollar, das mittlere Einkommen einer Familie 30.575 $. Männer verfügen über ein Einkommen von 30.478 gegen 25.640 $ bei Frauen. Das Pro-Kopf-Einkommen innerhalb der Stadt beträgt 15.876 Dollar. 29,4 Prozent der Bevölkerung und 21,0 % der Familien leben unterhalb der Armutsgrenze. In Bezug auf die Gesamtbevölkerung Paintsvilles leben 39,9 % der unter 18-Jährigen und 22,0 % der über 65-Jährigen in Armut.

## Persönlichkeiten
- Maxwell C. Bailey (* 1947), Generalleutnant der United States Air Force
- Crystal Gayle (* 1951), Countrymusikerin